# Cờ hiệu hải quân

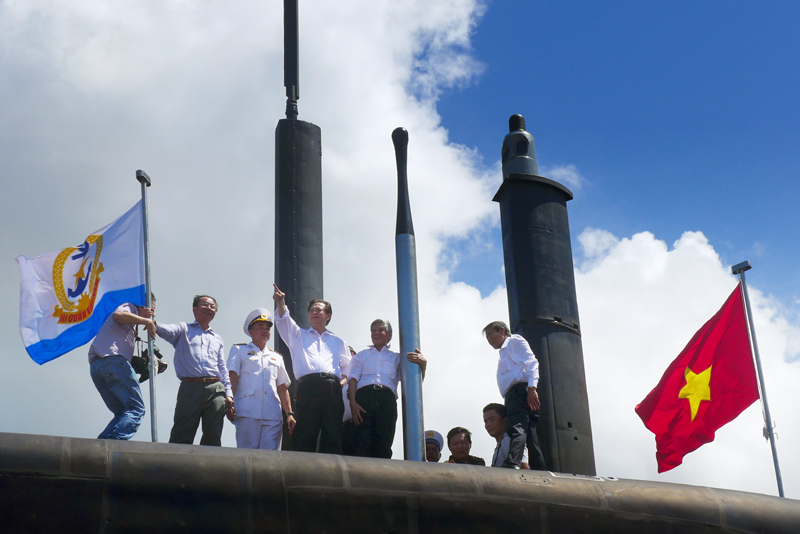
Lễ thượng cờ cho 2 tàu ngầm đầu tiên tổ chức tại Cam Ranh, năm 2014. Có thể thấy lá cờ hiệu Hải quân Quân đội nhân dân Việt Nam bên trái.

Cờ hiệu hải quân là cờ hiệu được dùng bởi tàu hải quân của các nước để biểu thị quốc tịch hoặc quốc gia phục vụ. Có thể có thiết kế tương tự cờ hiệu dân sự và cờ hiệu nhà nước hoặc một thiết kế khác hoàn toàn.
Còn được biết tới là cờ hiệu quân sự hoặc cờ hiệu chiến tranh. Một phiên bản lớn hơn của cờ hiệu hải quân được treo ngay trước một trận hải chiến sẽ được gọi là cờ hiệu chiến.

## Cờ hiệu hải quân các nước
Các nước có cờ hiệu hải quân khác với cờ hiệu dân sự và quốc kỳ:
- Abkhazia
- Albania
- Albania (Cảnh sát biển)
- Algérie
- Úc
- Azerbaijan
- Azerbaijan (Cảnh sát biển)
- Bahamas
- Bangladesh
- Bangladesh (Cảnh sát biển)
- Barbados
- Bỉ
- Bolivia
- Brunei
- Bulgaria
- Canada
- Trung Quốc
- Colombia
- Croatia
- Croatia (Cảnh sát biển)
- Đan Mạch
- Cộng hòa Dominica
- Ai Cập
- Estonia
- Fiji
- Phần Lan
- Pháp
- Gabon
- Gambia
- Gruzia
- Ghana
- Đức
- Grenada
- Guyana
- Honduras
- Hungary
- Iceland
- Ấn Độ
- Ấn Độ (Tàu hỗ trợ)
- Ấn Độ (Cảnh sát biển)
- Israel
- Ý
- Jamaica
- Nhật Bản
- Nhật Bản (Cảnh sát biển)
- Jordan
- Kazakhstan
- Kenya
- Latvia
- Libya
- Litva
- Malaysia
- Mauritius
- Montenegro
- Maroc
- Myanmar
- Namibia
- New Zealand
- Nigeria
- Bắc Triều Tiên
- Norway
- Oman
- Pakistan
- Papua New Guinea
- Peru
- Ba Lan
- Ba Lan (Tàu hỗ trợ)
- Ba Lan (Cảnh sát biển)
- Nga
- Nga (Tàu hỗ trợ)
- Nga (Cảnh sát biển)
- Saint Kitts và Nevis
- Ả Rập Xê-út
- Serbia
- Sierra Leone
- Singapore
- Quần đảo Solomon
- Somalia
- Somaliland
- Cộng hòa Nam Phi
- Hàn Quốc
- Hàn Quốc (Tuần duyên)
- Sri Lanka
- Sri Lanka (Cảnh sát biển)
- Sudan
- Thụy Điển
- Thái Lan
- Tonga
- Trinidad và Tobago
- Turkmenistan
- Ukraina
- Ukraina (Tàu hỗ trợ)
- Ukraina (Cảnh sát biển)
- Anh Quốc
- Anh Quốc (Tàu hỗ trợ)
- Anh Quốc (Cảnh sát biển)
- Hoa Kỳ
- Hoa Kỳ (Tuần duyên)
- Uzbekistan
- Vanuatu
- Việt Nam
- Yemen

1. ↑  "The Flag Bulletin". Flag Research Center. ngày 9 tháng 1 năm 1980 – qua Google Books.